# Cicurina tersa
Espèce
Cicurina tersa est une espèce d'araignées aranéomorphes de la famille des Cicurinidae.

## Distribution
Cette espèce se rencontre aux États-Unis au Washington, en Oregon et en Arkansas et au Canada en Colombie-Britannique,.

## Description

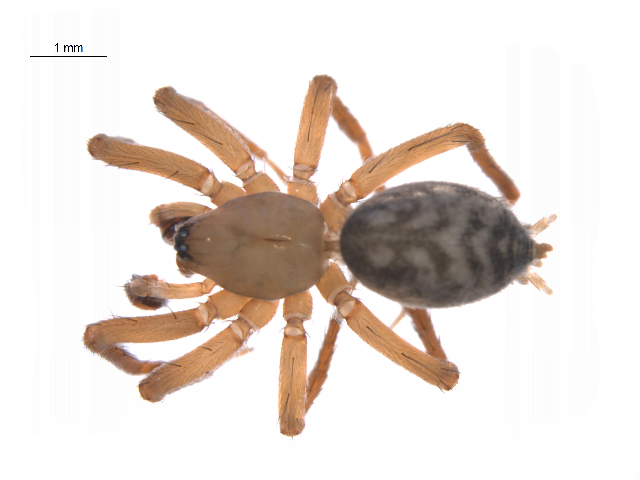
Cicurina tersa

La femelle holotype mesure 5,4 mm.

## Systématique et taxinomie
Cette espèce a été décrite par Simon en 1886.

## Publication originale
- Simon, 1886 : « Descriptions de quelques espèces nouvelles de la famille des Agelenidae. » Annales de la Société entomologique de Belgique, vol. 30, p. 56-61 (texte intégral).